# Abranka, Voloveț
Abranka (în ucraineană Абранка) este o comună în raionul Voloveț, regiunea Transcarpatia, Ucraina, formată numai din satul de reședință.

## Demografie
Componența lingvistică a comunei Abranka
     Ucraineană (99,32%)
     Alte limbi (0,51%)
Conform recensământului din 2001, majoritatea populației comunei Abranka era vorbitoare de ucraineană (99,32%), existând în minoritate și vorbitori de alte limbi.